# Xian de Batang
Pour les articles homonymes, voir Batang.

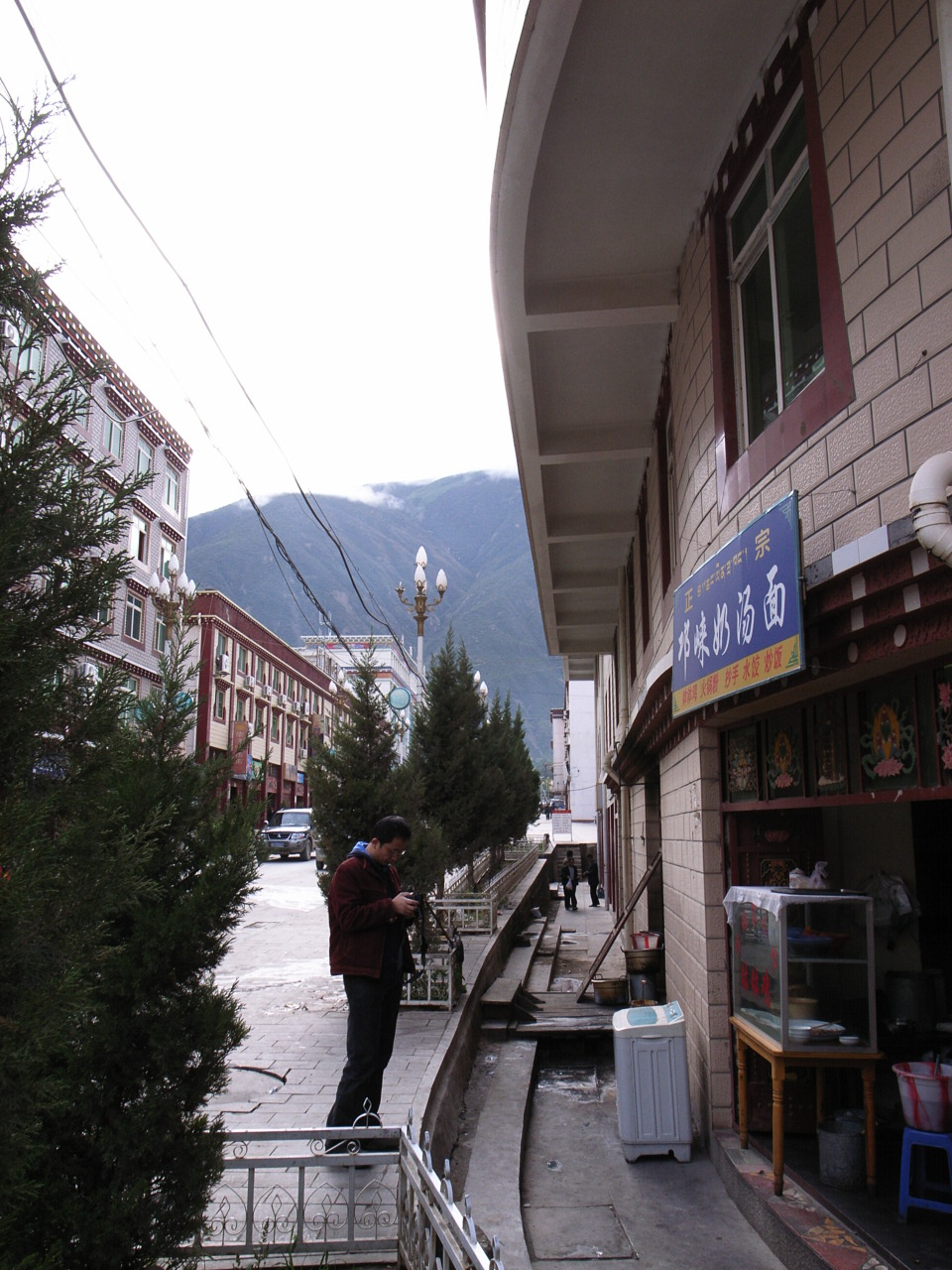
Restaurant de soupe de nouilles (汤面) pour le petit déjeuner à Batang

Le xian de Batang (chinois : 巴塘县 ; pinyin : bātáng xiàn) ou Batang Zong (tibétain : འབའ་ཐང་རྫོང, Wylie : 'ba' thang rdzong, pinyin tibétain : Batang Zong, THL : batang dzong) est un district administratif de la province du Sichuan en Chine. Il est placé sous la juridiction de la préfecture autonome tibétaine de Garzê.

## Histoire
De 1719 à 1906, c'est le siège du tusi de Batang (chinois : 巴塘土司).
C'est au monastère de Batang qu'à commencé la Révolte tibétaine de 1905.

## Climat
Les températures moyennes pour le district de Batang vont de +5 °C pour le mois le plus froid à +21,4 °C pour le mois le plus chaud, avec une moyenne annuelle de +13,8 °C (chiffres arrêtés en 1990).

## Démographie
La population du district était de 44 355 habitants en 1999.

## Géographie

### Subdivisions
Le xian comporte un bourg et 18 xiang (乡) :
- Le bourg de Xiaqiong (夏邛镇), situé au centre de Batang, en est le centre politique, économique et culturel.
- Lawa xiang (zh) (拉哇乡)
- Dangba xiang (zh) (党巴乡)
- Zhubalong xiang (zh) (竹巴龙乡)
- Zhongxinrong xiang (zh) (中心绒乡)
- Suwalong xiang (zh) (苏哇龙乡)
- Changbo xiang (zh) (昌波乡)
- Zhongzan xiang (zh) (中咱乡)

## Personnalités liées au Xian de Batang
- Phuntsok Wangyal est né en 1922 dans le bourg de Xiaqiong (夏邛镇) dans le district de Batang). Élève dans une école missionnaire chrétienne à Bathang, il y fonde le Parti communiste tibétain en secret en 1939. Il est arrêté en 1960 et incarcéré pendant 18 ans à la prison de Qincheng.
- Jampa Losang Panglung est un écrivain tibétain né en 1939 à Bathang, alors dans la province du Xikang. Il a obtenu le degré de Geshe Larampa (dge bshes Iba rams pa) au monastère de Séra à Lhassa au Tibet en 1959. Il est aussi docteur en philosophie de l'université de Munich.
- Kelsang Gyaltsen Bawa est né en 1966 à Batang.